# Prineville
Prineville é uma cidade localizada no estado norte-americano de Oregon, no Condado de Crook.

## Demografia
Segundo o censo norte-americano de 2000, a sua população era de 7356 habitantes.
Em 2006, foi estimada uma população de 9313, um aumento de 1957 (26.6%).

## Geografia
De acordo com o United States Census Bureau tem uma área de
17,2 km², dos quais 17,2 km² cobertos por terra e 0,0 km² cobertos por água.

## Localidades na vizinhança
O diagrama seguinte representa as localidades num raio de 44 km ao redor de Prineville.